# Rohlstorf
Rohlstorf est une commune allemande du Schleswig-Holstein, située dans l'arrondissement de Segeberg (Kreis Segeberg), à sept kilomètres au nord-est de la ville de Bad Segeberg. Rohlstorf est l'une des 27 communes de l'Amt Trave-Land dont le siège est à Bad Segeberg.

## Manoir de Rohlstorf
En 1846, Kuno zu Rantzau-Breitenburg achète à Carl Theodor Arnemann (1804-1866) le domaine de Rohlstorf, que son père Georg Wilhelm Arnemann a lui-même acquis en 1827, et construit un manoir de style néogothique, qui est toutefois démoli au début du XXe siècle après un incendie et remplacé par un nouveau bâtiment en 1912.